# Erwann Kermorvant
Erwann Kermorvant (Lorient, 28 luglio 1972) è un compositore francese di colonne sonore per film.
È il terzo di tre figli. Attualmente vive a Parigi ed ha tre figli.
Erwann Kermorvant ha studiato clarinetto in un conservatorio locale prima di studiare composizione alla Grove School of Music e UCLA negli Stati Uniti. È stato formato da Gerald Fried, Don B. Ray e Steven Scott Smalley sulla composizione di musica da film prima di tornare in Francia. Per un po' Kermorvant visse e suonò a Lorient prima di trasferirsi a Parigi nel 1999 per affermarsi come compositore cinematografico. Dopo diversi cortometraggi, ha debuttato nel 2002 con la commedia televisiva Les frangines.
In Italia è conosciuto principalmente in quanto ha composto la musica dello spot della Peugeot 308, intitolato Winds of Change.

## Discografia
- 2000: Les vacances de Sam de Gilles Daubeuf
- 2002: Duelles (TV) de Samantha Mazeras
- Les Frangines, regia di Laurence Katrian - film tv (2002)
- 2003: Pistole nude de Éric Lartigau
- 2004: Bien agités! (TV) de Patrick Chesnais
- 2004: À trois c'est mieux (TV) de Laurence Katrian
- 2004: La Danse du vent de Taïeb Louhichi
- 2004: 36 Quai des Orfèvres de Olivier Marchal
- 2005: Un ticket pour l'espace de Éric Lartigau
- 2006: Greco (TV) de Philippe Setbon
- 2006: R.I.S Police scientifique (TV) de Stéphane Kaminka
- 2006: Prestami la tua mano de Éric Lartigau
- 2007: Pubblicità Peugeot 308 - non commercializzata
- 2007: Big City de Djamel Bensalah
- 2008: Un monde à nous de Frédéric Balekdjian
- 2009: La Première Étoile de Lucien Jean-Baptiste
- 2009: Braquo d'Olivier Marchal et Frédéric Schoendoerffer
- 2009: Les Toqués (TV) de Catherine Touzet et Ludovic Pion-Dumas
- 2011: À la maison pour Noël (TV) de Christian Merret-Palmair
- 2011: A Gang Story d'Olivier Marchal
- 2012: Ma première fois de Marie-Castille Mention-Schaar
- 2012: No limit (TV) de Didier Le Pêcheur et Julien Despaux
- 2012: Bowling de Marie-Castille Mention-Schaar
- 2015: Borderline d'Olivier Marchal, téléfilm